# Arracacia quadrifida
Arracacia quadrifida là một loài thực vật có hoa trong họ Hoa tán. Loài này được Constance & Affolter mô tả khoa học đầu tiên năm 1995.